# Ла Скољијара (Терни)
Ла Скољијара је насеље у Италији у округу Терни, региону Умбрија.
Према процени из 2011. у насељу је живело 98 становника. Насеље се налази на надморској висини од 339 м.